# Taifals

Escut dels Honoriani Taifali

Els taifals, taifali, taifalae, tayfals, o theifali eren un poble bàrbar que es va instal·lar a Poitou, en territori de l'Imperi Romà el segle iv. Servien com dediticii i laeti en l'exèrcit romà i posteriorment van servir la dinastia merovíngia. Eren un poble nòmada i bel·licós que lluitava principalment com a cavalleria. Probablement els taifals no eren germànics, i algunes fonts els consideren molt pròxims als gots, però més aviat es referien al sàrmates, amb qui emigraven de les estepes de l'Àsia central.

## Assentament a Oltènia
Les primeres mencions dels taifals són de Cniva, rei dels gots quan feia una campanya militar a Dàcia i Mèsia el 250, derrotant els romans a les batalles de Filipòpolis i Abritus, i a finals del segle iii es van instal·lar a prop del Danubi als vessants dels Carpats, compartint el territori amb els gots, que mantenien l'autoritat política sobre el territori. A la primavera del 291 van formar una aliança especial amb el tervings per combatre els vàndals i gèpides que duraria fins al 376.
| «                               | Tervingi, pars alia Gothorum, adiuncta manu Taifalorum, adversum Vandalos Gipedesque concurrunt. | » |
| — Panegyrici Latini, iii[xi].17 |                                                                                                  |   |

Victufals, taifals i tervings són les tribus esmentades per haver posseït l'abandonada província romana de Dàcia el 350. Les evidències arqueològiques suggereixen que els gèpides s'estaven disputant Transsilvània amb taifals i tervings.

## Reconquesta romana
El 328 l'emperador Constantí I el Gran reconqueria Dàcia, que Lluci Domici Aurelià, s'havia vist forçat a abandonar el 271 i els taifals es reinstal·len en gran nombre en la regió de Frígia, a la diòcesi de Nicolau de Mira.
 El 332 un regiment de cavalleria taifal de 500 homes comprometia els romans i els va fer fugir però finalment van caure en mans dels romans, i el mateix any l'emperador enviava al seu fill Constantí el Jove en suport dels sàrmates, atacant els tervings, als que derrotà causant cent mil baixes Al voltant del 336 es revoltaren a Frígia contra Constantí i la revolta va ser reprimida pels generals Herpylion, Virius Nepotianus, i Urs.

## Federats dels romans
Abandonada la província romana de Dàcia el 350, i independents de Gothia.
es feren federats dels romans el 358, de qui obtenien el dret per instal·lar-se en Oltènia i participaren en les campanyes com aliats dels romans des de les seves pròpies bases d'Oltènia, contra els limigants el 358 i 359 i els sàrmates el 358. El 365 l'emperador Valent demanava la construcció de torres defensives a la Dàcia Ripensis però no es té constància que se'n fesin a Oltènia, i els taifals ja no van participar en les campanyes de Valent contra els tervings del 367 i el 368 i és possible que els taifals lluitessin amb els gots

## Travessant el Danubi
Amb l'ajuda dels iazigs i els carps, van assetjar la província Romana de Dàcia durant la meitat del segle iv, però l'arribada dels huns, que venien de l'Àsia central va canviar la disposició política de Dàcia, atès que els huns es llançaven contra els alans, aquests contra els gots, i aquests contra taifals i sàrmates. Atanaric havia rebutjat estendre les defenses al territori dels taifals fet que va propiciar la seva derrota davant els huns, i aquests els van obligar a abandonar Oltènia i Muntènia occidental el 370.
Desplaçats els gots gretungs de la seva llar i comandats per Alaviv i Fritigern, i acceptats pels romans, es van aliar amb els taifals sota la direcció de Farnobius per travessar el Danubi i es van establir a Mèsia en 377, en territori romà com a federats, però amb el temps Fritigern es va revoltar, i els ostrogots d'Atanaric, que no havien rebut permís per travessar el riu, es van unir a la revolta i van derrotar els romans a finals de la tardor aquell any en la batalla d'Els Salzes. Els taifales foren majoria entre els supervivents de la coalició de Farnobius. Després de la victòria dels gots de Fritigern en la batalla d'Adrianòpolis, Atanaric va començar a atacar els taifals.
| «                 | Es diu que aquesta nació dels taifals era tan llibertina, que s'immergia en les obscenitats més brutes de vida, que es permetien totes les classes de luxúries antinaturals, esgotant el vigor tant de joventut i virilitat en la majoria contaminava defilements de disbauxa. Però si qualsevol adult capturava un senglar o matava un os amb una sola mà, aleshores se l'eximia de tota obligació de sotmetre's a tal contaminació ignominiosa. | » |
| — Ammià Marcel·lí | |   |

Els taifals probablement mai varen seguir l'arrianisme, i la seva conversió a la fe del Credo de Nicea probablement ocorria a través d'evangelisme romà a meitats del cinquè segle.

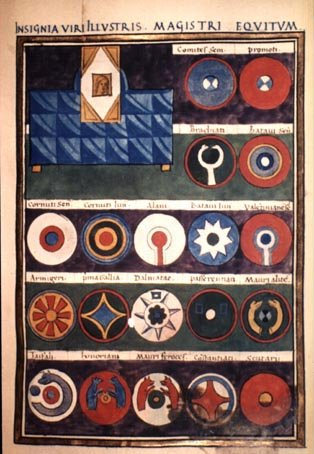
Una pàgina del Insígnia viri illustris magistri Equitum del manuscrit Canonge. Misc. 378 de Notitia Dignitatum, des de 1817 a la Biblioteca de Bodleian

## Coloniilaetide l'Imperi
Després de la seva derrota contra Atanaric, els taifals es reinstal·larien oficialment com colons per conrear terres al nord d'Itàlia pel victoriós Fritigern, mentre els Huns s'instal·laven a Oltènia al voltant del 400. El 412, els taifals van seguir als visigots a Aquitània, de manera que la regió de Poitou s'anomenava fins i tot Thifalia o Theiphalia (Theofalgicus) al segle vi.. Alguns taifals s'havien aliat amb els huns tan primers com 378, i van participar en la batalla dels Camps Catalàunics el 451.
Els romans, i posteriorment Clodoveu I feien col·laborar els taifals amb els sàrmates. Segons el Notitia Dignitatum de principis del segle v, hi havia una unitat anomenada l'Equites Taifali establert per Honori sota el Comes britanniarum a Britànnia entre 395 i 398. Possiblement aquesta unitat pot haver estat enviada a l'illa per Estilicó el 399, i poden haver estat la mateixa unitat del que els seniores Equites Honoriani esmentaven al voltant del mateix temps. Així, els seniores Equites Honoriani Taifali servien a Britànnia mentre els iuniores Equites Honoriani Taifali complien a la Gàl·lia sota el Magister equitum. Utilitzaven escuts amb el símbol d'un drac i una perla. Segons el Notitia Dignitatum, hi havia un praefectus Sarmatarum et Taifalorum gentilium, Pictavis a Galia, és a dir, un prefecte sàrmata i taifal a Poitiers en la Gàl·lia.
El Notitia Dignitatum esmenta una tropa anomenada Comites Taifali formada per l'emperador Teodosi I el Gran al servei de l'Imperi Romà d'Orient.

## Presència entre els Merovingis
És possible que els taifals laeti que havien servit els romans també servissin als francs com a guarnicions de frontera, però no ho esmenta cap font primària. Sota el domini merovingi, Theiphalia tenia el seu propi dux., i els taifals foren fonamentals derrotant la cavalleria visigoda en la batalla de Vouillé en 507, i finalment els laeti van ser integrats formalment en l'exèrcit merovíngi amb Khildebert I.
Gregori de Tours, la principal font de referència sobre els taifals al segle vi, diu que un dux franc anomenat Austrapius va oprimir els taifals probablement en les proximitats de Tiffauges, i aquests es van revoltar i el van matar. L'última menció dels Taifals data de l'any 565, però els seus últims habitants gairebé segur que van prendre part en la migració i la invasió dels longobards d'Itàlia al 568.

## Llegat
El taifal més famós va ser Sant Senoch, que va fundar una abadia a les ruïnes romanes que en l'actualitat s'anomena Saint-Senoch.
La influència dels taifals es va estendre al segle ix i les seves fortaleses, com Tiffauges i Lusignan, continuaven en ús per la dinastia carolíngia. S'ha suggerit fins i tot que els taifals i sarmatis asiàtics van influir en les arts germàniques.
Els taifals van deixar la seva marca en la nomenclatura de la regió Tiffauges, Saint-Sulpice-les-Bois fou anomenada Taphaleschat an Corresa, Touffailles i Touffaillou a Aquitània, i Chauffailles (anteriorment Taïfailia) a Borgonya deuen els seus noms als Taifal. La ciutat de Taivola a Itàlia del nord era també taifal.